# Strawbridge's
Strawbridge's, voorheen Strawbridge & Clothier, was een warenhuis in het noordoosten van de Verenigde Staten, met winkels in Pennsylvania, New Jersey en Delaware . De vlaggenschipwinkel in Center City Philadelphia was destijds een elegant, stedelijk warenhuis. De retailer begon in de jaren dertig met het openen van filialen en behaalde op het hoogtepunt in de jaren tachtig een jaarlijkse omzet van meer dan een miljard dollar In de jaren 1990 werd Strawbridge's onderdeel van het conglomeraat May Department Stores, totdat Macy op 30 augustus 2005 werd overgenomen door Federated Department Stores.
May exploiteerde de winkels van Strawbridge onder de divisie Hecht's Department Store in Noord-Virginia. Op 1 februari 2006 werden alle voormalige afdelingen van May Company ontbonden en werd de operationele controle over de resterende winkels van Strawbridge overgenomen door Macy's East.
Macy's sloot op 23 mei 2006 de vlaggenschipwinkel van Strawbridge in Center City. Op 9 september 2006 werden de merknamen Strawbridge en Hecht volledig uitgefaseerd ten gunste van het merk Macy's .

## Vroege geschiedenis

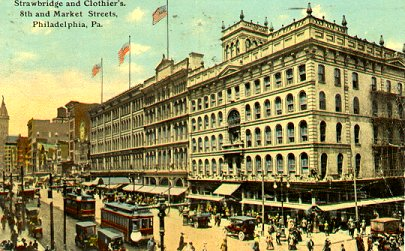
Van 1870 tot 1930 stond het 5 verdiepingen tellende Strawbridge & Clothier op de hoek van 8th Street en Market Street (ansichtkaart uit de jaren 1910)

### 1800
Strawbridge & Clothier begon als een textielwinkel, opgericht in 1868 door de Quakers Justus Clayton Strawbridge (1838–1911) en Isaac Hallowell Clothier (1837–1921) in Philadelphia. Strawbridge & Clothier kocht het bakstenen gebouw met drie verdiepingen op de noordwesthoek van Market Street en 8th Street in Center City Philadelphia, dat van 1790 tot 1793 het kantoor van Thomas Jefferson was geweest toen hij minister van Buitenlandse Zaken was, en opende hun eerste winkel. Al snel vervingen ze het oude gebouw door een gebouw met vijf verdiepingen, en breidden ze vervolgens ook uit naar de aangrenzende gebouwen.

### Jaren 1900
In 1928 besloot het bedrijf om alle gebouwen, op één na, te vervangen door een nieuw gebouw. Vervolgens begon de bouw in fasen van het 13 verdiepingen tellende gebouw dat nu op de hoek van Market Street en North 8th Street staat. Het kalkstenen gebouw, dat in Beaux Arts-stijl is ontworpen door het architectenbureau Simon & Simon uit Philadelphia, zou naar verwachting $ 6,5 miljoen kosten, een bedrag dat de eigenaren van de winkel zorgen baarde. Tegen de tijd dat het lint in 1931 werd doorgeknipt, midden in de Grote Depressie, waren de duizelingwekkende kosten van $ 10 miljoen het bedrijf met geldproblemen bijna ten onder doen gaan.
Het gebouw werd in 1977 het oostelijke ankerpunt van The Gallery, een winkelcentrum dat Strawbridge & Clothier verbond met Gimbels, dat eerder was verhuisd van de overkant van Market Street naar het winkelcentrum. Het was de visie van Strawbridge & Clothier-voorzitter Stockton Strawbridge die in de jaren 1970 een belangrijke rol speelde bij de heropleving van het winkelgebied Market East. Deze visie is nog steeds zichtbaar, ondanks de teloorgang van zowel Gimbels als Strawbridge. Hij zei ooit dat het zijn doel was om de vervaagde oostelijke Market Street te transformeren tot ‘de Champs-Élysées van Philadelphia’. 

### Ondergang eind 20e eeuw
Nadat Strawbridge & Clothier in 1986 met succes een vijandige overnamepoging van Ronald S. Baron had afgeslagen, overleefde het bedrijf als een onafhankelijk, lokaal warenhuis tot in de jaren 1990. In 1995 ging Strawbridge & Clothier een partnerschap aan met Federated Department Stores, Pomeroys en het vastgoedontwikkelingsbedrijf Rubin Brothers om hun rivaal Wanamaker's over te nemen, in een poging om de dominante retailer in de regio Philadelphia te worden. Maar in de faillissementsrechtbank werd het bedrijf overboden door May Department Stores Company. Vervolgens werden de dertien Strawbridge & Clothier-warenhuizen in 1996 door May zelf gekocht, toen de directeuren van Strawbridge & Clothier (voor het merendeel leden van de families Strawbridge en Clothier) besloten de activiteiten te liquideren, ondanks de heftige bezwaren van patriarch Stockton Strawbridge. Strawbridge stierf kort na de verkoop. "Hij was de winkel, en de winkel was hij", zei zijn advocaat Peter Hearn tegen de Philadelphia Daily News. Ook winkelmedewerkers en het grote publiek voelden zich verloren: veel werknemers haastten zich om hun creditcardrekeningen volledig af te betalen voordat de verkoop werd afgerond, ‘in de hoop dat de opbrengst naar de oprichtersfamilies zou gaan in plaats van naar de nieuwe kopers’. 

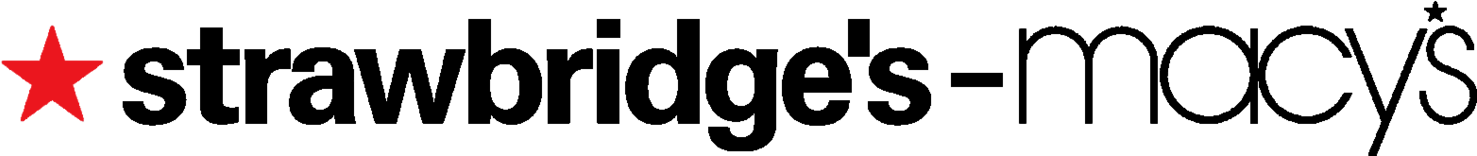
Logo van Strawbridge's-Macy's

Na de verkoop werden de winkels simpelweg als "Strawbridge's" gerund, hoewel er op veel locaties nog steeds reclameborden met de tekst "Strawbridge & Clothier" stonden totdat de winkels in 2006 Macy's werden. May had het voormalige John Wanamaker samengevoegd met de Hecht's-vestiging, maar veranderde deze ook in Strawbridge's (behalve het voormalige vlaggenschip van Wanamaker op Market Street, dat uiteindelijk een Lord &amp; Taylor werd en nu Macy's is). Het hoofdkantoor van Strawbridge & Clothier werd echter gesloten en de activiteiten werden samengevoegd met die van Hecht in Arlington, Virginia.

## Culturele betekenis

### Radiostation
Dertien jaar lang, van 1922 tot 1935, exploiteerde de winkel WFI, een AM-radiostation. In 1935 fuseerde het station met WLIT, eigendom van de Lit Brothers-winkel aan de overkant van de straat, om WFIL te vormen, een dochteronderneming van het NBC Blue-netwerk. WFIL is vandaag de dag nog steeds in de lucht op de oorspronkelijke frequentie, AM 560.

### Dickens Village
In november 1985 opende Strawbridge's Dickens Village op de vierde verdieping van zijn vlaggenschipwinkel. Deze kersttentoonstelling bestond uit animatronische figuren in een ruimte van 550 m² met 26 scènes uit Charles Dickens klassieker A Christmas Carol. Vanaf 2024 wordt in Macy's, in het voormalige Wanamaker's-gebouw, tijdens de feestdagen Dickens Village tentoongesteld.

## Filialen in de voorsteden

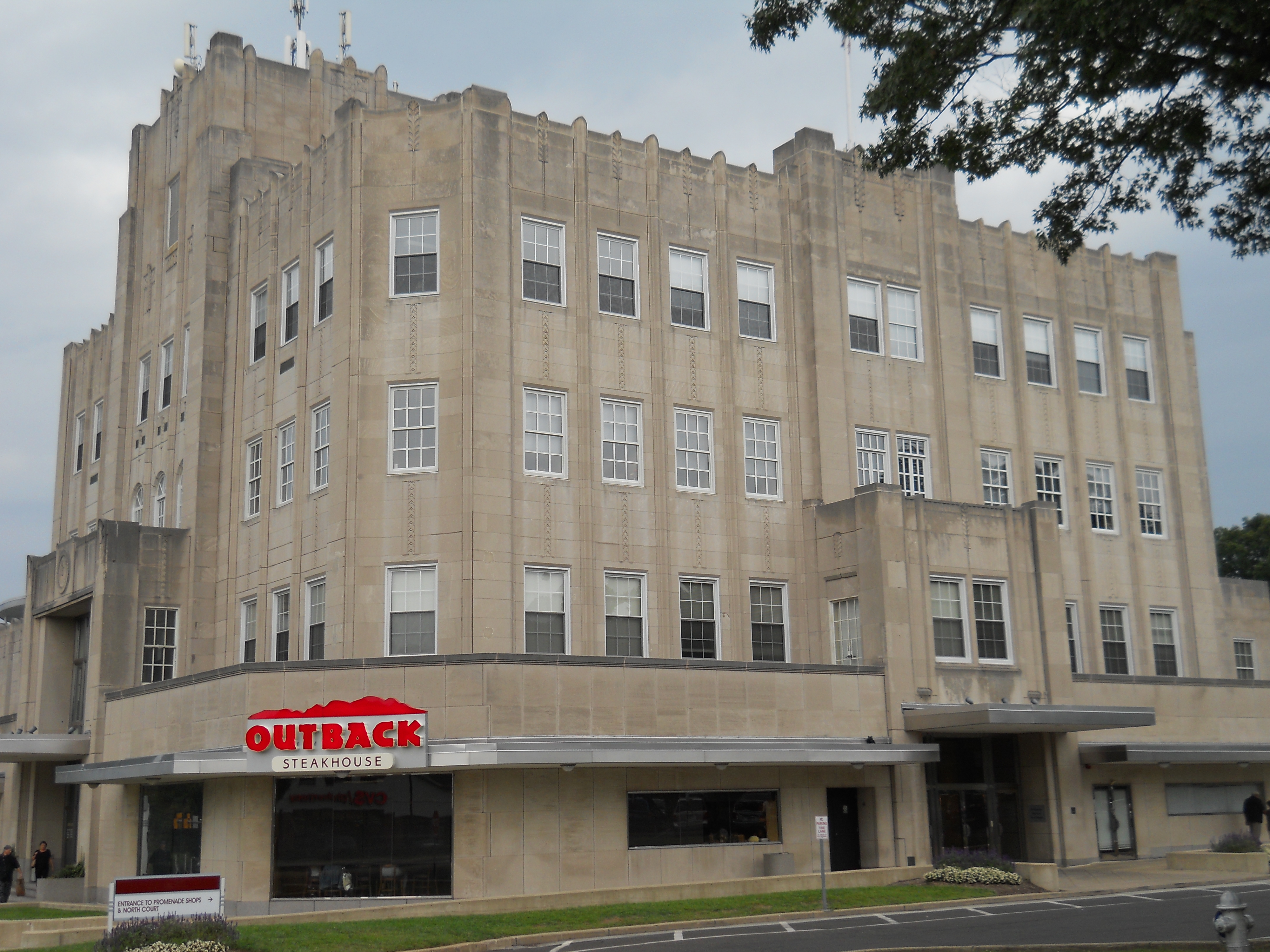
Jenkintown-winkel, op het National Register of Historic Places

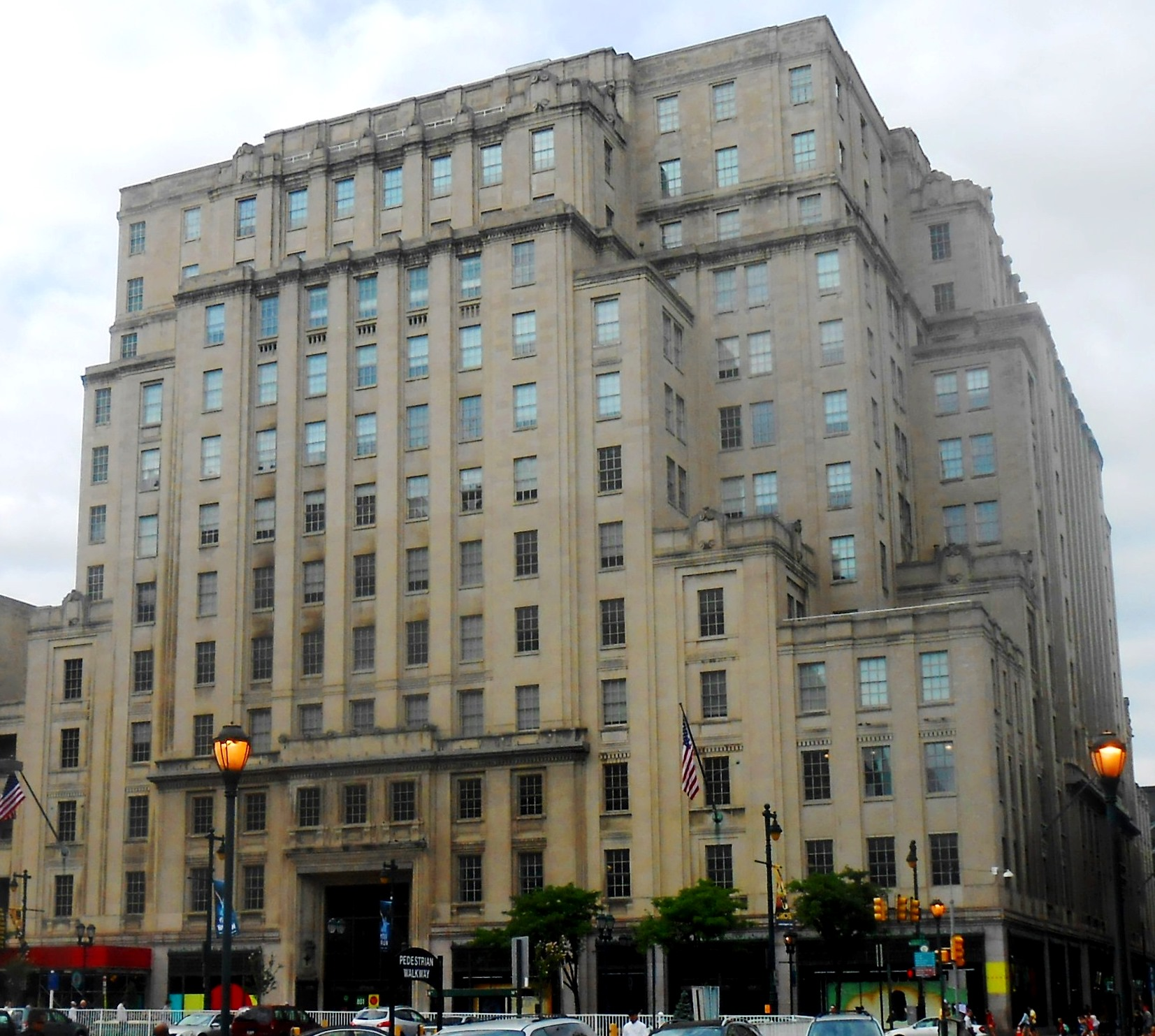
Gerenoveerd vlaggenschipgebouw (2014)

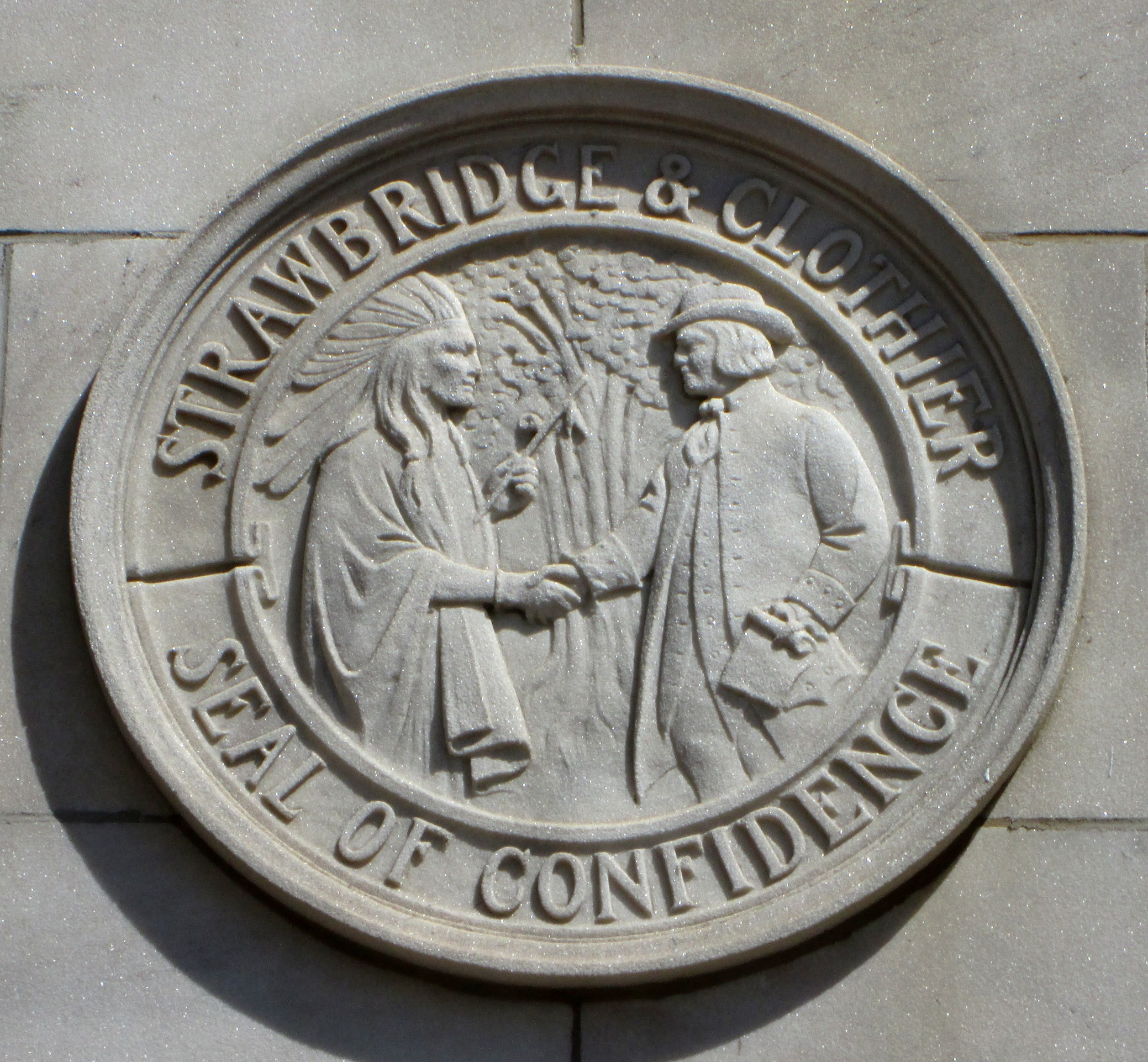
Het S&C "Seal of Confidence" (1911-2006), waarop William Penn en een Lenape-stamlid staan afgebeeld die elkaar de hand schudden, hun "nooit geschreven, nooit verbroken" verdrag; het stond voor S&C's op de Quakers gebaseerde traditie van eerlijkheid en billijkheid, die een geld-terug-garantie op alle koopwaar omvatte.

In mei 1930 hielp Strawbridge & Clothier de Amerikaanse detailhandelssector te hervormen door een van de eerste warenhuizen in een buitenwijk van het land te openen, gevestigd in het winkelcentrum Suburban Square in Ardmore, Pennsylvania. In 1931 volgde de tweede voorstedelijke 'satelliet'-winkel in Jenkintown, Pennsylvania, waarvan het gebouw in 1988 op de National Register of Historic Places werd geplaatst.
Strawbridge opende een aantal filialen in Pennsylvania, New Jersey en Delaware. Deze filialen werden meestal in winkelcentra geopend. Bekende winkels in de omgeving van Philadelphia waren onder meer de winkels in Wilmington (1952), Cherry Hill (1961), Springfield (1964), Plymouth Meeting (1966), Neshaminy (1968), Echelon (1970), Exton (1973), Christiana (1978), Burlington, New Jersey (1982), Wilmington (1983), King of Prussia (1988) en Willow Grove (1989). In de jaren 1970 had Strawbridge bijna een dozijn filialen in winkelcentra in oostelijk Pennsylvania, zuidelijk New Jersey en noordelijk Delaware. De vestigingen bleken een verstandige zet, aangezien de vlaggenschipwinkel slechts enkele jaren daadwerkelijk winstgevend was, en dat allemaal in de jaren 1940. De laatste Strawbridge & Clothier-winkel die werd gebouwd, was in 1983 in het Concord Mall in Wilmington, Delaware.
In 1969 richtte Strawbridge zijn pijlen op de concurrentie met de opkomende Target-klasse retailers, door de Clover discount store-keten op te richten; de eerste Clover-winkel werd in 1971 geopend. Clover is voornamelijk gevestigd in baancentra en niet in winkelcentra. Het aantal vestigingen is inmiddels uitgebreid tot 26, wat meer is dan de 21 full-service Strawbridge & Clothier-winkels. De meeste Clover-winkels sloten in de winter van 1997.

### Winkeldiensten en merken
Sommige winkels in Strawbridge hadden een restaurant, zoals in de Christiana Mall, Exton Square Mall, Plymouth Meeting Mall, Neshaminy Mall, Cherry Hill Mall, de Jenkintown-winkel en de Corinthian Room op de zesde verdieping van de vlaggenschipwinkel.
Het bedrijf bracht ook een revolutie teweeg in de detailhandel door de introductie van doorlopende betaalkaarten.
Strawbridge stond bekend om zijn boodschappentassen met hengsels, die met de mode van elk tijdperk meegingen. Het was een papieren tas met donkerblauwe hengsels. Op de ene kant van de tas stond tweemaal blauw en eenmaal rood het merk Strawbridge opgedrukt, en andersom op de andere kant. Tassen uit de late jaren 1970 en 1980 hadden een glanzende, felle gele kleur met het pseudokalligrafische kenmerk van die tijd in een verticale, zwarte markering langs de rand van de tas. Tassen uit de jaren 1960 hadden een modern, schriftachtig handelsmerk met het beroemde "Seal of Confidence" (zegel van vertrouwen). Toen May het bedrijf overnam, was het Strawbridge & Clothier Seal of Confidence niet langer een prominent marketingbeeld.
Strawbridge's stond ook bekend om zijn vriendelijke personeel.
In het midden van de vlaggenschipwinkel stond een groot bronzen beeld van een wild zwijn, een replica van Pietro Tacca's <i id="mw3Q">Il Porcellino</i>. Volgens de plaatselijke legende zou degene die over de neus van het everzwijn wreef geluk brengen. Het zwijn had door al het schuren een heel glimmende neus.

### Herinrichting van de vlaggenschipwinkel
In juli 2006 stemde PREIT, eigenaar van The Gallery at Market East, ermee in om de onderste verdiepingen van de vlaggenschipwinkel van Strawbridge te kopen. PREIT zocht huurders voor de detailhandel in de gedeelten van het gebouw die het dichtst bij de straat liggen en bouwde een aantal hogere verdiepingen om tot kantoorruimte. De bovenste verdiepingen waren eerder verkocht en omgebouwd tot kantoren; ze zijn momenteel eigendom van American Financial Realty Trust uit Jenkintown. 
Op 26 februari 2009 werd aangekondigd dat de ontwikkelaars van Foxwoods Casino Philadelphia op zoek waren naar de mogelijkheid om hun nieuwe casino te vestigen op drie verdiepingen van de voormalige vlaggenschipwinkel van Strawbridge.
In april 2012 werd door een van de onderaannemers gemeld dat het gebouw een extra renovatie onderging voor zowel kantoor- als woondoeleinden. In juli 2012 verhuisden The Philadelphia Inquirer en Philadelphia Daily News van hun voormalige hoofdkantoor op North Broad Street 400 naar de derde verdieping van het gebouw.
Op 23 oktober 2014 opende het warenhuis Century 21 Department Stores in New York zijn eerste vestiging buiten het grootstedelijk gebied van New York op een deel van het straatniveau en de gehele tweede verdieping van het Strawbridge-gebouw. Century 21 sloot in 2020 als gevolg van het faillissement van de keten en de sluiting van alle winkels. Op 16 december 2021 werd op de begane grond van het voormalige warenhuis Strawbridge's aan de 8th Street een supermarkt van Giant Heirloom Market geopend. 